# Psilocybe cyanescens
Psilocybe cyanescens es un potente hongo psilocibio cuyos principales compuestos activos son la psilocibina y la psilocina. Pertenece a la familia de las Hymenogastraceae y fue descrita en el Real Jardín Botánico de Kew, Reino Unido, por Elsie Maud Wakefield en año 1946. Esta especie de hongos está estrechamente relacionada con la Psilocybe azurescens, de la que se la puede diferenciar por su sombrero cónico y muy umbonado, por sus cuerpos fructíferos más grandes y por esporas más alargadas. 

## Apariencia
Psilocybe cyanescens posee un sombrero higrófano castaño oscuro cuando está húmedo aclarándose a un amarillo crema o pálido. El hongo cuando está fresco si es lesionado produce unas marcas o moretones azulados o de un azul verdoso, color que permanece visible luego del secado. Su estipe es blanco cuando no es manipulado amoratándose fácilmente. El sombrero generalmente mide de 2–5 cm de diámetro, y es claramente curvado en la madurez. Las láminas son adnatas, de color marrón claro a un marrón oscuro púrpura en la madurez con los bordes más claros. No está presente el anillo y las esporas son de un marrón oscuro. Microscópicamente, la especie es caracterizada por las esporas elípticas y suaves que miden de 9 - 12 x 6 - 8. Las cepas norteamericanas analizadas se caracterizan por un pleurocistidio en forma de bastón micronato. El olor y el gusto es farináceo.

## Hábitat y distribución
Psilocybe cyanescens crece principalmente sobre virutas de madera - especialmente en los alrededores de los colchones de hojas en áreas urbanas. En los Estados Unidos, se encuentra principalmente en el Noroeste del Pacífico y en California. También puede ser hallado en ciertos lugares de Europa occidental, Europa central y en algunos lugares de Australia como en el oeste de Asia (Irán). La fructificación requiere de una caída de la temperatura, por lo que aparece en el otoño. Fructifica a veces en grandes cantidades, gregariamente o en grupos cespitosos.

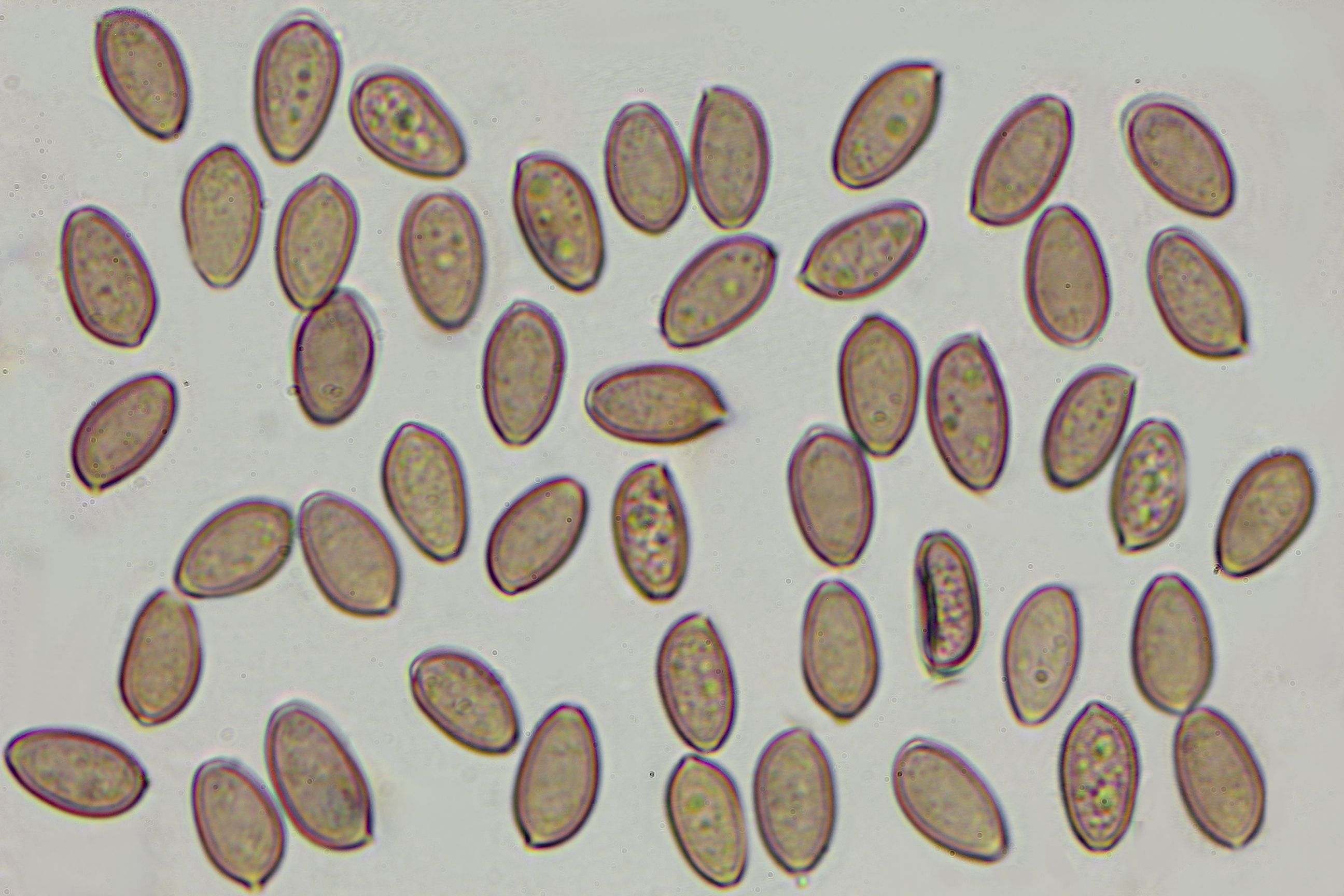
Esporas de Psilocybe cyanescens

## Galería

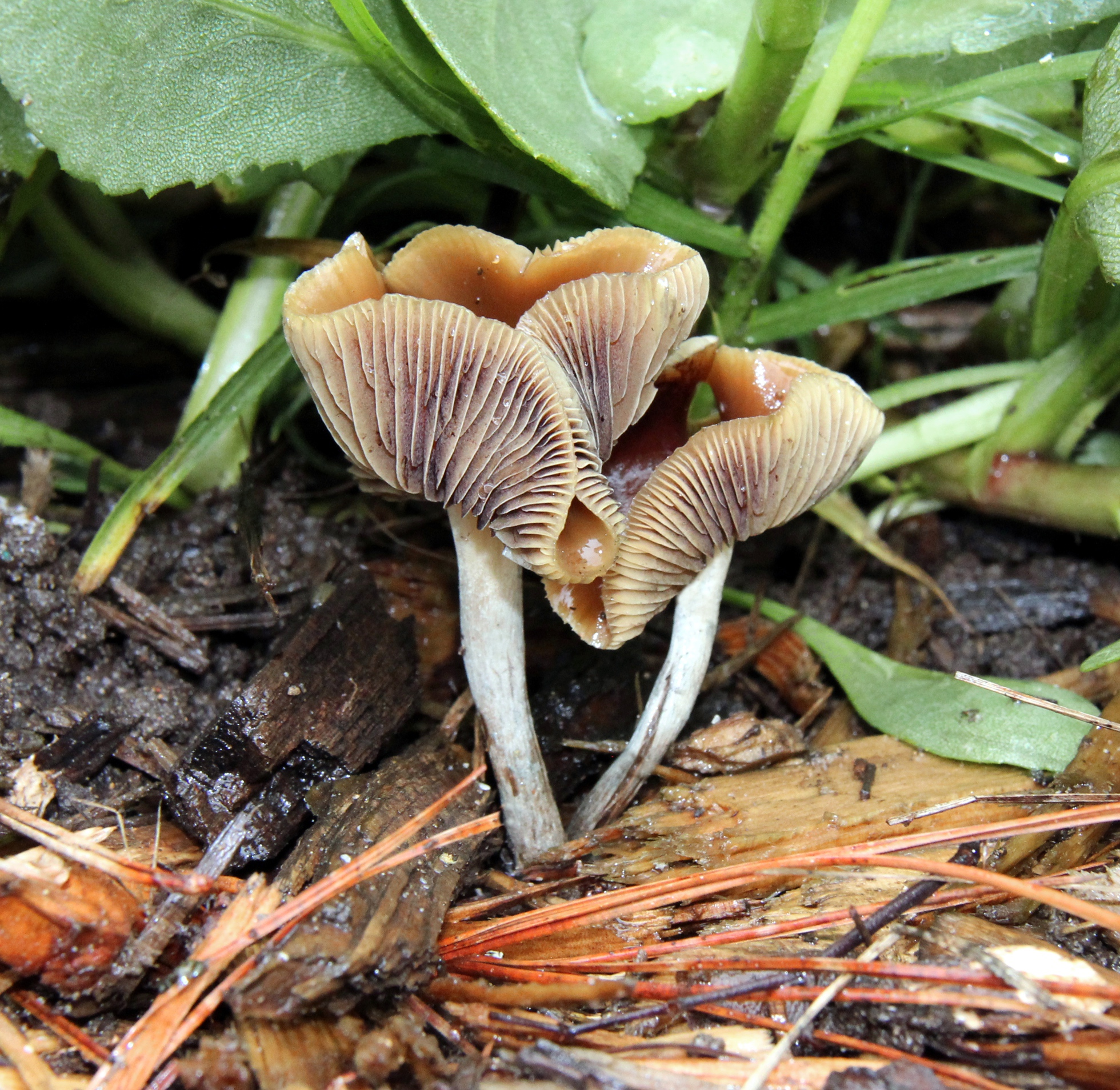
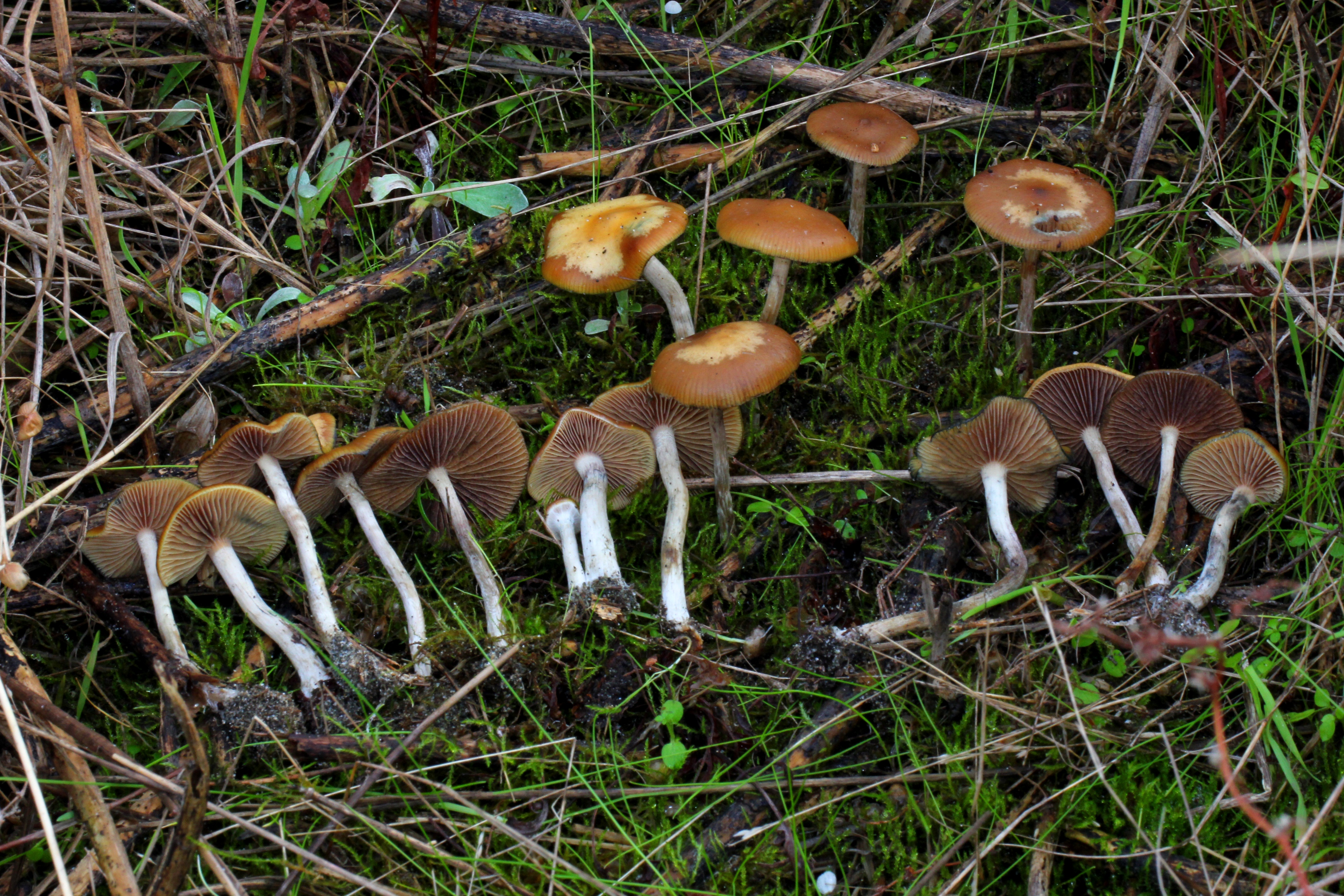
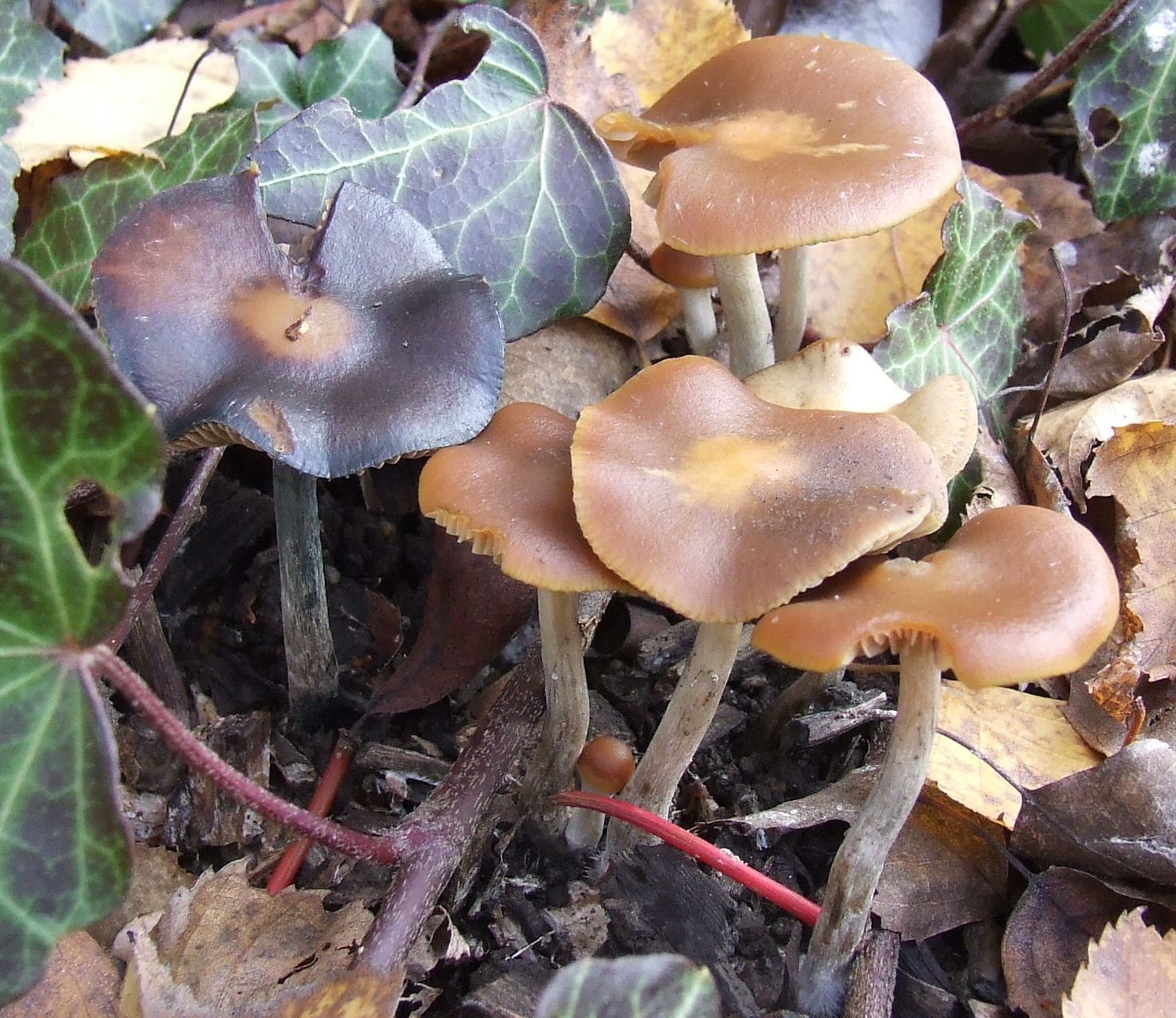
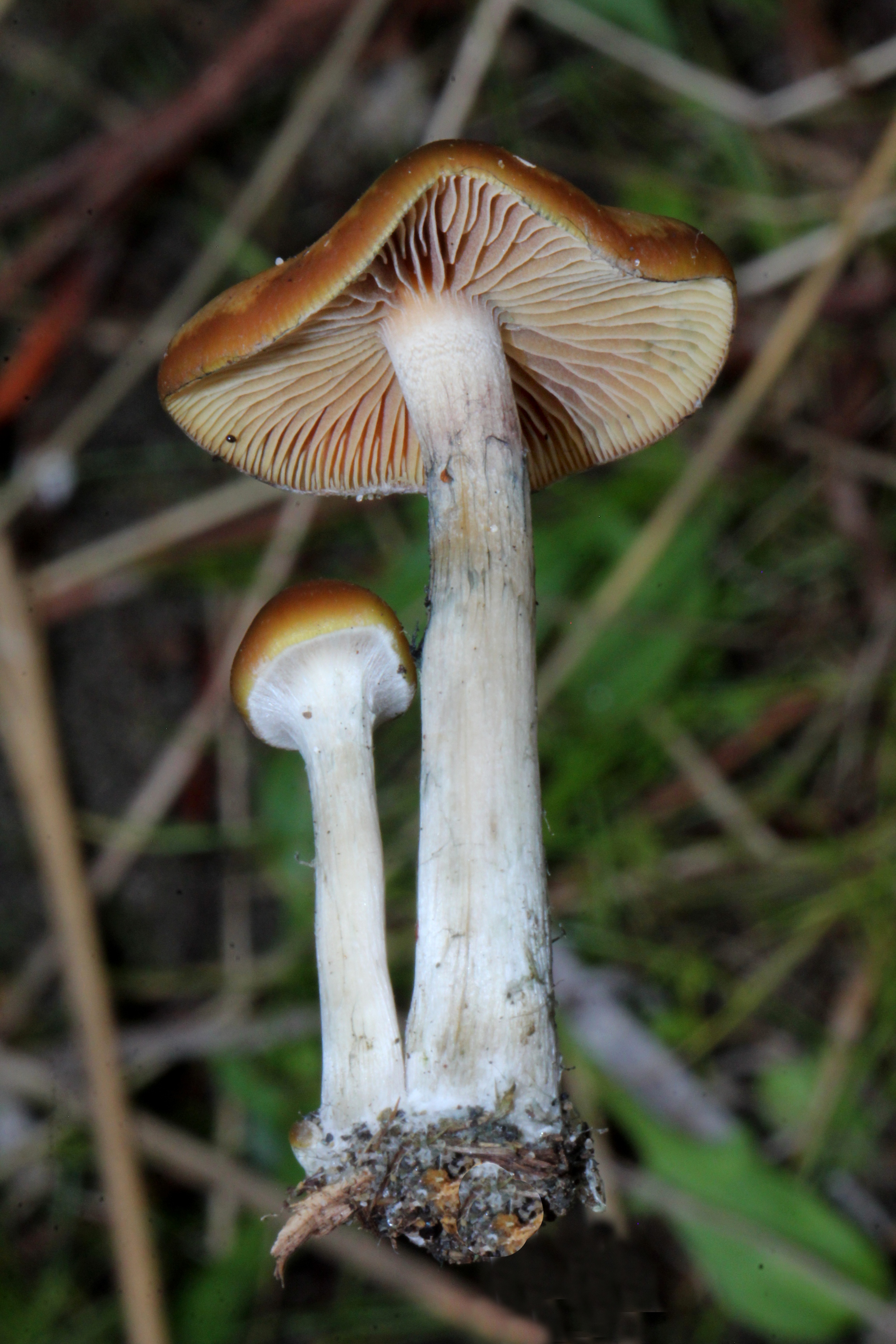
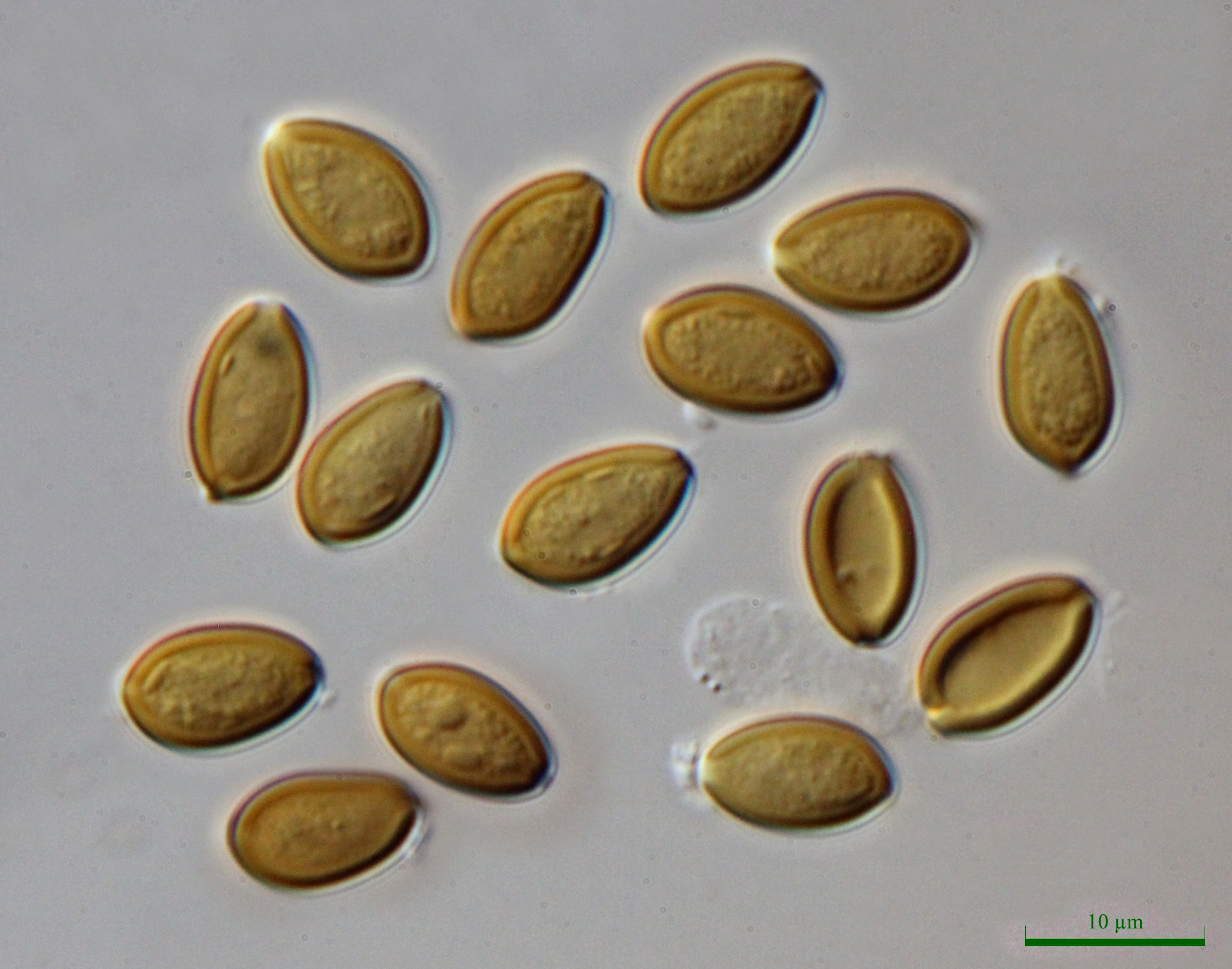

## Efectos
Ver Efectos